# Mainville-Joseph Soulouque
 (septembre 2019).
Améliorez-le ou discutez des points à vérifier. 
Pour les articles homonymes, voir Mainville (homonymie).
Mainville-Joseph Soulouque, né à Anse-à-Veau le 21 août 1830 et mort à Port-au-Prince le 7 janvier 1875, est un prince et militaire haïtien. Neveu de l'empereur Faustin Ier, il fut prince du sang sous le Second Empire et maréchal de l'armée impériale. 

## Biographie
Mainville-Joseph Soulouque est le fils du prince Jean-Joseph (frère de l'empereur Faustin Ier), duc de Port-de-Paix, et l'aîné du second mariage de son père avec la princesse Célestine Dessalines, fille de l’empereur l'empereur Jacques Ier. 
En 1849, lorsque son oncle devient empereur d'Haïti, il obtient le titre de duc de Fort-Royal et de prince du sang, en tant que premier neveu du souverain. Comme Faustin vient de perdre son seul et unique fils, il songe alors à adopter son neveu, Mainville, et d’en faire son nouvel héritier. Finalement, il modifie les règles de succession, afin de permettre à sa fille aînée, la princesse Olive, de lui succéder. 
En tant que prince du sang, Mainville reçoit le titre d'altesse impérial le 26 août 1849, date de la proclamation du Second Empire et de l'accession au trône de son oncle.
Le 3 août 1853, il épouse l’une de ses cousines, Isabelle-Charlotte Salnave (1833-1890), sœur du dictateur Sylvain Salnave, avec laquelle il a trois enfants :
- Marie-Adélina Soulouque (1855-1872)[6] sans postérité,
- Jean-Jacques Faustin Soulouque (1856-1856)[7] sans postérité,
- Marie-Françoise Soulouque (1858-1858)[8] sans postérité.

Il meurt en 1875 à l'âge de 44 ans.